# Ernst-Günter Habig
Ernst-Günter „De Bumms“ Habig (* 14. September 1935 in Köln; † 14. März 2012 ebenda) war ein deutscher Fußballspieler und -trainer, der als Aktiver der deutschen Fußballnationalmannschaft der Amateure an den Olympischen Sommerspielen 1956 in Melbourne teilnahm.

## Karriere
Ernst-Günter Habig war sowohl als Fußballspieler als auch später als Trainer ausschließlich im westdeutschen Raum, und dort vorzugsweise in Köln, tätig. Seine Leistungen als Spieler brachten ihm 16 Berufungen in diverse Auswahlmannschaften des DFB, darunter vier Berufungen in die Amateurnationalmannschaft und eine Berufung in die B-Nationalmannschaft ein, die A-Nationalmannschaft war jedoch nicht darunter. In seinen drei Jahren beim 1. FC Köln spielte er unter den Trainern Oswald Pfau und Zlatko Čajkovski. 1962 wurde der rechte Flügelstürmer mit den Geißböcken Deutscher Meister. Beim 4:0-Endspielerfolg am 12. Mai 1962 vor über 80.000 Zuschauern im Berliner Olympiastadion gegen den 1. FC Nürnberg erzielte Habig zwei Tore. Auch 1963 erreichte er mit dem 1. FC Köln das Endspiel um die deutsche Meisterschaft, wurde bei der Finalniederlage gegen Borussia Dortmund jedoch nicht eingesetzt.
Habig gehörte der ersten DFB-Jugendauswahl an, die am 31. März 1953 gegen Argentinien in dem FIFA-Juniorenturnier in Lüttich mit 3:2 gewann. Seine Mitspieler waren unter anderen Uwe Seeler und Klaus Stürmer. Insgesamt kam er bis zum 19. April auf 10 A-Jugend-Länderspiele, in denen er vier Tore schoss. Er nahm auch noch am Juniorenturnier 1954 teil, bei dem die DFB-Auswahl bei ihrer zweiten Teilnahme am Turnier den zweiten Platz am 19. April 1954 mit einem 2:2 nach Verlängerung gegen die spanische Auswahl erreichte. Habig wurde in allen Spielen eingesetzt. Das Finale war sein letztes Jugendländerspiel.
Am 24. November 1956 trat die deutsche Fußballnationalmannschaft der Amateure in Melbourne bei den Olympischen Spielen 1956 gegen den späteren Olympiasieger Sowjetunion an. Habig erzielte dabei das einzige Tor für das deutsche Team, das nach dem 1:2-Endergebnis aber bereits nach dem ersten Spiel aus dem Turnier ausschied.
Sein Sohn Günter war ebenfalls als Fußballspieler in der 2. Bundesliga aktiv. Auch sein Schwiegersohn Jens Keller spielte einige Jahre für den 1. FC Köln. Ernst-Günter Habig starb am 14. März 2012 nach einem Schlaganfall in der Uniklinik Köln. Seine Grabstätte befindet sich auf dem Kölner Melaten-Friedhof.

## Statistik
- Oberliga West
  - 83 Spiele; 39 Tore SC Viktoria Köln
  - 71 Spiele; 12 Tore 1. FC Köln
- Endrunde um die deutsche Meisterschaft
  - 11 Spiele; 4 Tore 1. FC Köln
- Regionalliga West
  - 3 Spiele SC Viktoria Köln
- DFB-Pokal
  - 4 Spiele; 1 Tor 1. FC Köln
- Westpokal
  - 13 Spiele; 3 Tore 1. FC Köln
- Europapokal der Landesmeister; UEFA-Pokal
  - 5 Spiele; 1 Tor 1. FC Köln

## Erfolge
- Deutscher Meister: 1962
- Meister der Oberliga West: 1961, 1962, 1963